# Тейт, Фрэнк
Фрэнк Тейт (англ. Frank Tate; 27 августа 1964, Детройт) — американский боксёр средних весовых категорий. Выступал за сборную США в первой половине 1980-х годов, чемпион летних Олимпийских игр в Лос-Анджелесе. В период 1984—1998 успешно боксировал на профессиональном уровне, владел титулом чемпиона мира по версии МБФ.

## Биография
Фрэнк Тейт родился 27 августа 1964 года в Детройте, штат Мичиган. Активно заниматься боксом начал уже в раннем детстве под впечатлением от выступлений старшего брата Джона, проходил подготовку в местном боксёрском зале Kronk Gymnasium. Первого серьёзного успеха на ринге добился в 1983 году, когда в первом среднем весе выиграл национальный турнир «Золотые перчатки» — с этого момента стал попадать в основной состав сборной США и ездить на крупные международные соревнования. В частности, в матчевой встрече со сборной СССР победил сильного советского боксёра Александра Кошкина. Благодаря череде удачных выступлений удостоился права защищать честь страны на домашних летних Олимпийских играх 1984 года, где взял верх над всеми своими соперниками и завоевал золотую медаль.
Обретя мировую известность, Тейт решил попробовать себя среди профессионалов и уже в декабре того же года провёл свой первый профессиональный бой — в первом же раунде техническим нокаутом победил соотечественника Майка Пуччиарелли. В течение трёх последующих лет он одолел множество боксёров и в октябре 1987 выиграл вакантный титул чемпиона мира в среднем весе по версии Международной боксёрской федерации (МБФ). Тем не менее, защитил чемпионский титул лишь один раз, уступив его в июле 1988 года непобеждённому Майклу Нанну (технический нокаут в девятом раунде). Вскоре Тейт поднялся во вторую среднюю весовую категорию и попытался вернуть себе пояс МБФ, однако его оппонент Линделл Холмс оказался слишком серьёзным соперником — двое из трёх судей отдали победу ему.
Несмотря на два поражения, Тейт продолжал успешно выходить на ринг, отныне в полутяжёлом дивизионе: выиграл пояс интерконтинентального чемпиона МБФ, стал чемпионом Североамериканской боксёрской федерации, победив олимпийского чемпиона Эндрю Мейнарда. В сентябре 1992 года боролся за вакантный титул чемпиона мира по версии Всемирной боксёрской ассоциации (ВБА), но единогласным решением судей проиграл партнёру по олимпийской сборной Вирджилу Хиллу. Два года спустя состоялся матч-реванш, но результат был прежним — после двенадцати раундов единогласное решение в пользу действующего чемпиона. Тейт впоследствии продолжал выходить на ринг вплоть до 1998 года, однако в поединках за престижные чемпионские титулы уже не участвовал. Всего в профессиональном боксе провёл 46 боёв, 41 раз победил (в том числе 24 досрочно), 5 раз проиграл.
Его младший брат Томас тоже был известным боксёром-профессионалом, неоднократно претендовал на титулы чемпиона мира по версиям различных организаций.